# Gianfranco Clerici
Pour les articles homonymes, voir Clerici.
Gianfranco Clerici, né le 29 juillet 1941 à Bergame (Lombardie), est un scénariste, assistant réalisateur, acteur, et producteur italien.

## Biographie
Depuis la fin des années 1960, Gianfranco Clerici a commencé à écrire des scénarios pour des films de genre, en particulier des films d'espionnage et des westerns spaghettis. Lorsque ces derniers ont commencé à perdre leur popularité, il s'est tourné vers le cinéma d'angoisse, écrivant de nombreux scénarios de giallo, dont La Longue Nuit de l'exorcisme ou L'Éventreur de New York de Lucio Fulci. Il a aussi scénarisé plusieurs poliziottescos comme Opération jaguar de Marino Girolami ou Assaut sur la ville de Mario Caiano. Dans les années 70, il apparaît dans plusieurs films peu connus en tant qu'acteur sous le pseudonyme de Mark Davies. En outre, pour la seule fois de sa carrière, il a joué le rôle de producteur associé dans le giallo Le Tueur de la pleine lune.
En 1973, il fait une incursion dans le cinéma français en étant assistant réalisateur sur Défense de savoir de Nadine Trintignant. La même année, il adapte et traduit les dialogues pour la version italienne de Deux Hommes dans la ville de José Giovanni.
Vers la fin des années 1970, Clerici commence à écrire des scénarios pour des films d'exploitation, comme Emanuelle autour du monde et Fräulein SS. C'est également à cette époque que Clerici entame sa collaboration avec le réalisateur Ruggero Deodato. Il a notamment écrit pour lui les scénarios de Le Dernier Monde cannibale et La Maison au fond du parc, mais leur collaboration la plus célèbre est Cannibal Holocaust, en grande partie en raison du battage médiatique que le film a suscité dans le monde entier. L'incroyable réalisme et la brutalité du film ont valu au scénariste et à une partie de l'équipe une peine de quatre mois et demi de prison.
À partir du milieu des années 1990, il a commencé à travailler plus fréquemment à la télévision, jusqu'à la fin de sa carrière cinématographique en 2006.

## Filmographie

### Cinema
- 1966 : Zorro le rebelle (Zorro il ribelle) de Piero Pierotti
- 1966 : Un million de dollars pour sept assassinats (Un milione di dollari per 7 assassini) d'Umberto Lenzi
- 1967 : Quatre malfrats pour un casse (Assalto al tesoro di stato) de Piero Pierotti
- 1968 : Un corps chaud pour l'enfer (Un corpo caldo per l'inferno) de Franco Montemurro
- 1968 : Opération fric (7 volte 7) de Michele Lupo
- 1968 : Le Fils de l'Aigle noir (Il figlio di Aquila Nera) de Guido Malatesta
- 1968 : Samoa, fille sauvage (Samoa, regina della giungla) de Guido Malatesta
- 1969 : Les Nuits érotiques de Poppée (Le calde notti di Poppea) de Guido Malatesta
- 1969 : Tarzana, sexe sauvage (Tarzana, sesso selvaggio) de Guido Malatesta
- 1970 : Dans l'enfer de Monza (Formula 1 - Nell'inferno del Grand Prix) de Guido Malatesta
- 1971 : Cran d'arrêt (Una farfalla con le ali insanguinate) de Duccio Tessari
- 1971 : À cœur froid (A cuore freddo) de Riccardo Ghione
- 1972 : La calandria de Pasquale Festa Campanile
- 1972 : La Longue Nuit de l'exorcisme (Non si sevizia un paperino) de Lucio Fulci
- 1973 : Le Témoin à abattre (La polizia incrimina, la legge assolve) d'Enzo G. Castellari
- 1973 : Défense de savoir de Nadine Trintignant (assistant-réalisateur)
- 1973 : Deux Hommes dans la ville de José Giovanni (adaptation des dialogues en italien)
- 1974 : L'Antéchrist (L'anticristo) d'Alberto De Martino
- 1974 : Pour aimer Ophélie (Per amare Ofelia) de Flavio Mogherini
- 1974 : Cinq Femmes pour l'assassin (5 donne per l'assassino) de Stelvio Massi
- 1974 : La Belle et le Puceau (Innocenza e turbamento) de Massimo Dallamano
- 1975 : Corruption, l'Affaire du juge Vanini (Corruzione al palazzo di giustizia) de Marcello Aliprandi
- 1975 : Les Deux Missionnaires (Porgi l'altra guancia) de Franco Rossi
- 1976 : Culastrisce nobile veneziano de Flavio Mogherini (1976)
- 1976 : Les Sorciers de l'île aux singes (Safari Express) de Duccio Tessari
- 1976 : Opération jaguar (Italia a mano armata) de Marino Girolami
- 1976 : Spécial Magnum (Una Magnum Special per Tony Saitta) d'Alberto De Martino
- 1977 : Assaut sur la ville (Napoli spara!) de Mario Caiano
- 1977 : Fräulein SS (La svastica nel ventre) de Mario Caiano
- 1977 : Le Dernier Monde cannibale (Ultimo mondo cannibale) de Ruggero Deodato
- 1977 : L'Autre Côté de la violence (Roma, l'altra faccia della violenza) de Marino Girolami
- 1977 : Emanuelle autour du monde (Emanuelle - Perché violenza alle donne?) de Joe D'Amato
- 1979 : La vie est belle (La vita è bella) de Grigori Tchoukhraï
- 1979 : De l'enfer à la victoire (Contro 4 bandiere) d'Umberto Lenzi
- 1979 : Cannibal Holocaust de Marino Girolami
- 1980 : La Maison au fond du parc (La casa sperduta nel parco) de Ruggero Deodato
- 1981 : Le Cancre du bahut (Pierino contro tutti) de Marino Girolami
- 1982 : Les Poids lourds (I camionisti) de Flavio Mogherini
- 1982 : Pierino colpisce ancora (it) de Marino Girolami
- 1982 : L'Éventreur de New York (Lo squartatore di New York) de Lucio Fulci
- 1984 : Murder Rock (Murderock - Uccide a passo di danza) de Lucio Fulci
- 1984 : Le Monstre de l'océan rouge (Shark - Rosso nell'oceano) de Lamberto Bava
- 1985 : Giulia (it) d'Andrea Barzini
- 1985 : Miami Golem de Alberto De Martino (1985)
- 1985 : Tex et le Seigneur des abysses (Tex e il signore degli abissi) de Duccio Tessari
- 1986 : Cobra Mission de Fabrizio De Angelis
- 1986 : Sensi de Gabriele Lavia
- 1987 : Sentences de mort (Le foto di Gioia) de Lamberto Bava
- 1987 : Le Tueur de la pleine lune (Un delitto poco comune) de Ruggero Deodato
- 1989 : Cobra Mission 2 de Camillo Teti
- 1990 : Scandale secret (Scandalo segreto) de Monica Vitti
- 1990 : L'ultima partita (it) de Fabrizio De Angelis
- 1999 : Laura non c'è (it) d'Antonio Bonifacio